# Ciochiuța, Mehedinți
Ciochiuța este o localitate componentă a orașului Strehaia din județul Mehedinți, Oltenia, România.